# Svinišťany
Svinišťany (německy Schweinschädel) je vesnice, část obce Dolany v okrese Náchod. Nachází se asi 2 km na severovýchod od Dolan. Prochází zde silnice I/33. V roce 2009 zde bylo evidováno 65 adres. V roce 2001 zde trvale žilo 154 obyvatel.
Svinišťany je také název katastrálního území o rozloze 3,68 km2.

## Historie

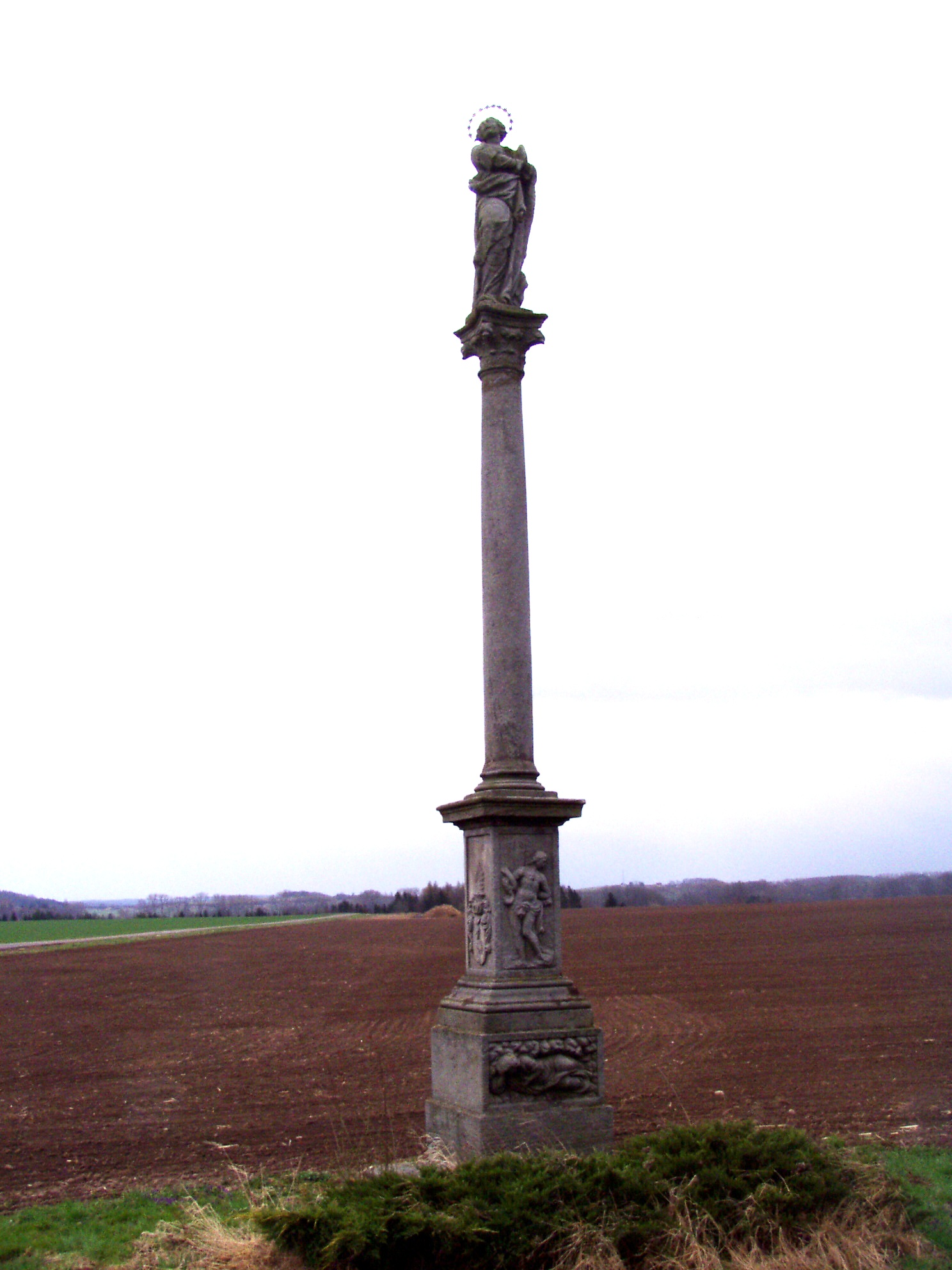
Sloup se sochou P. Marie, na soklu reliéf sv. Rozálie

První písemná zmínka o obci pochází z roku 1418. V r. 1512 byla ves majetkem města Hradec Králové, po roce 1530 do roku 1547 města Jaroměř. Od roku 1548 patřila Chvalkovským z Hustířan, kteří zde po roce 1568 postavili tvrz. O Svinišťany přišli při konfiskaci v roce 1623. Dalším majitelem byl Ferdinand Rudolf Lažanský z Bukové, po něm Dobřenští z Dobřenic na Chvalkovicích. Za Ferdinanda Rudolfa Dobřenského z Dobřenic byla v roce 1678 přestavěna tvrz na hospodářský dvůr, což dokládá erbovní deska tohoto šlechtice a jeho manželky Marie Magdaleny Dobřenské ze Lhoty. Roku 1798 se Svinišťany spolu s Chvalkovicemi dostaly k panství Náchod.

## Pamětihodnosti
- Pomník dr. Josefa Františka Smetany
- Sloup se sochou Panny Marie, zvaný podle reliéfu na podstavě sv. Rozálie
- erbovní deska Ferdinanda Rudolfa Dobřenského z Dobřenic a Marie Magdaleny Dobřenské ze Lhoty s monogramy a datací 1678 na obvodové zdi západního stavení dvora